# Eleccions legislatives islandeses de juny de 1959
Les eleccions legislatives islandeses de juny de 1959 es van dur a terme el 28 de juny d'aquest any per a escollir als membres de l'Alþingi. El més votat fou el Partit de la Independència, i el socialdemòcrata Emil Jónsson fou primer ministre d'Islàndia d'un govern de coalició.

## Resultats electorals
| Partits                 | Partits                               | Vots   | %     | Escons per cambra | Escons per cambra | Escons per cambra | Escons per cambra |
| Partits                 | Partits                               | Vots   | %     | Baixa             | +/−               | Alta              | +/−               |
| ----------------------- | ------------------------------------- | ------ | ----- | ----------------- | ----------------- | ----------------- | ----------------- |
|                         | Partit de la Independència (D)        | 36.029 | 42,49 | 13 / 35           | =                 | 7 / 17            | 1                 |
|                         | Partit Progressista (B)               | 23.061 | 27,20 | 13 / 35           | 2                 | 6 / 17            | =                 |
|                         | Aliança Popular (G)                   | 12.929 | 15,25 | 5 / 35            | =                 | 2 / 17            | 1                 |
|                         | Partit Socialdemòcrata (A)            | 10.632 | 12,54 | 4 / 35            | 2                 | 2 / 17            | =                 |
|                         | Partit de la Preservació Nacional (F) | 2.137  | 2,52  | 0 / 35            | =                 | 0 / 17            | =                 |
|                         |                                       |        |       |                   |                   |                   |                   |
| Vots vàlids             | Vots vàlids                           | 84.788 | 98,42 |                   |                   |                   |                   |
| Vots blancs i nuls      | Vots blancs i nuls                    | 1.359  | 1,58  |                   |                   |                   |                   |
| Total                   | Total                                 | 86.147 | 100   | 35                | =                 | 17                | =                 |
| Abstenció               | Abstenció                             | 8.903  | 9,37  |                   |                   |                   |                   |
| Inscrits / participació | Inscrits / participació               | 95.050 | 90,63 |                   |                   |                   |                   |